# Elecciones generales de Honduras de 1963
Las elecciones generales populares directas se programaron en Honduras para el 13 de octubre de 1963.
El Partido Liberal de Honduras seleccionó a Modesto Rodas Alvarado, a pesar de que el presidente Ramón Villeda Morales favoreció a otro candidato. Villeda y la mayoría del partido mantuvieron la unidad.
La nominación del Partido Nacional de Honduras de Ramón Ernesto Cruz Uclés "...marcó el requiem de una vez por todas de la dominación de Tiburcio Carías Andino durante cuarenta años sobre el Partido Nacional. Porque Cruz derrotó al hijo de Carías, Gonzalo Carías Castillo, por sólo tres votos en la convención". Inmediatamente después de la convención de mayo, Carías renunció como jefe supremo del partido y con su hijo formó el Partido Progresista Popular de Honduras.
"La campaña electoral de 1963 favoreció a Modesto Rodas Alvarado, el carismático y ardiente expresidente de la Asamblea Constituyente, quien prometió a las grandes masas de campaña que reduciría el poder de los militares. Hubo una oleada de apoyo de varios sectores de la sociedad hondureña para seguir el modelo costarricense y proscribir a los militares".
"Diez días antes de las elecciones presidenciales de 1963, los militares, temerosos de que Villeda Morales estableciera una Guardia Civil independiente de los militares y alentados por las compañías de frutas y terratenientes, derrocó con éxito el gobierno de Villeda Morales y canceló las elecciones. habría sido ganada por un colega liberal del presidente. Aunque el gobierno de Kennedy se negó a otorgar el reconocimiento diplomático estadounidense al nuevo régimen, la administración de Johnson lo hizo un año más tarde".